# Mendelényi László
Mendelényi László István Gyula (Nyitrazsámbokrét, 1877. február 7. – Budapest, 1973. február 27.) kúriai bíró, jogi író.

## Életpályája
Középiskolai és jogi tanulmányait is Budapesten végezte el; jogi doktori oklevelet szerzett. 1900-ban a temesvári királyi törvényszéken aljegyző volt. 1901-ben
a budapesti királyi kereskedelmi és váltótörvényszéken volt aljegyző. 1902-ben a pestvidéki királyi törvényszéken aljegyzőként, 1903-tól jegyzőként dolgozott. 1904-től Lőcsén királyi alügyész volt. 1906-ban Székesfehérváron, 1907-től Budapesten a királyi ügyészségen volt alügyész. 1908–1912 között az Igazságügyminisztériumban teljesített szolgálatot. 
1908-ban ügyész lett. 1911–1914 között királyi ügyészként a budapesti Magyar Királyi Államrendőrség Országos Bűnügyi Nyilvántartó Hivatalának Igazságügyi Osztályán tevékenykedett. 1913-ban a Kúria elnöki titkára lett. 1913-ban kúriai elnöki titkár lett. 1913-tól tagja volt a budapesti egységes bírói és ügyvédi vizsgáló bizottságnak. 1914-ben összeállította és jegyzetekkel látta el a vizsgára vonatkozó jogszabályokat. 
1916-ban kúriai elnöki tanácsos lett. 1916–1917 között az Országos Bírói és Ügyészi Egyesület ügyvezető alelnöke volt. 1921-ben kúriai bíróvá nevezték ki és az I. büntető tanács bírája volt. 1932-től a Hatásköri Bíróság Kúria által delegált bírája volt. 1934-tól a pestvidéki törvényszék elnöke volt. 1944. szeptember 16-tól koronaügyész volt. 1945-ben legfőbb államügyészként dolgozott. 
1945. május 6-án kényszernyugdíjazták, mert Szemák Jenő kúriai elnök beiktatásakor mondott beszédében üdvözölte és törvényesnek tartotta kinevezését.

### Munkássága
Rendkívül kiterjedt jogi irodalmi tevékenységet fejtett ki. Különféle jogi szaklapok: Büntetőjog tára, Ügyvédek Lapja, Magyar jogi szemle, Jogállam, állandó cikkírója. Az utóbbi években az esküdtszék helyreállítása körül folyt vitákban az esküdtszék hívének vallotta magát és annak helyreállítását kívánatosnak tartotta. Rendkívüli éleslátás, nagy alaposság és kiváló tudás jellemezte írásait és ítéleteit egyaránt.

## Családja
Szülei: Mendelényi Izidor (1845-1889) törvényszéki bíró és Vágfalvi Kornélia voltak. 1903. április 18-án, Budapesten házasságot kötött Kassics Anna Bertával (1884-1945).

## Művei
- A jogegység érdekében használható perorvoslat intézménye a gyakorlatban.
- A királyi ügyészség szervezetének reformjáról
- A terror
- Az esküdtbíráskodás helyreállításáról